# FC Utrecht in het seizoen 2010/11 (mannen)
Op deze pagina worden de resultaten en toekomstige wedstrijden van FC Utrecht weergeven in het Eredivisieseizoen 2010/11.

## Selectie
| No. | Naam                    | Nationaliteit | Positie      | Contract   |
| 1.  | Michel Vorm             | Nederland     | Keeper       | 30-06-2012 |
| 2.  | Tim Cornelisse          | Nederland     | Verdediger   | 30-06-2011 |
| 3.  | Mihai Neșu              | Roemenië      | Verdediger   | 30-06-2012 |
| 6   | Kevin Strootman         | Nederland     | Middenvelder | 30-06-2015 |
| 7.  | Édouard Duplan          | Frankrijk     | Aanvaller    | 30-06-2013 |
| 8.  | Michael Silberbauer (C) | Denemarken    | Middenvelder | 30-06-2011 |
| 9.  | Ricky van Wolfswinkel   | Nederland     | Aanvaller    | 30-06-2013 |
| 10. | Thomas Oar              | Australië     | Aanvaller    | 30-06-2014 |
| 11. | Dries Mertens           | België        | Middenvelder | 30-06-2014 |
| 12. | Frank Demouge           | Nederland     | Aanvaller    | 30-06-2013 |
| 14. | Mark van der Maarel     | Nederland     | Verdediger   | 30-06-2011 |
| 15. | Nana Asare              | Ghana         | Middenvelder | 30-06-2013 |
| 17. | Alje Schut              | Nederland     | Verdediger   | 30-06-2011 |
| 18. | Barry Maguire           | Nederland     | Middenvelder | 30-06-2011 |
| 19. | Khalid Sinouh           | Marokko       | Keeper       | 30-06-2011 |
| 20. | Jacob Lensky            | Canada        | Verdediger   | 30-06-2012 |
| 23. | Erixon Danso            | Nederland     | Aanvaller    | 30-06-2011 |
| 24. | Jacob Mulenga           | Zambia        | Aanvaller    | 30-06-2012 |
| 25. | Ismo Vorstermans        | Nederland     | Verdediger   | 30-06-2011 |
| 26. | Michael Zullo           | Australië     | Middenvelder | 30-06-2014 |
| 27. | Gianluca Nijholt        | Nederland     | Aanvaller    | 30-06-2012 |
| 29. | Jan Wuytens             | België        | Verdediger   | 30-06-2013 |
| 30. | Adam Sarota             | Australië     | Middenvelder | 30-06-2014 |
| 47. | Leon de Kogel           | Nederland     | Aanvaller    | Onbekend   |
| 44. | Attila Yildirim         | Nederland     | Aanvaller    | Onbekend   |

## Transfers
Voor recente transfers bekijk: Lijst van Eredivisie transfers zomer 2010/11

### Aangetrokken spelers 2010/2011
| No. | Naam            | Nationaliteit | Positie      | Vorige club      | Competitie     | Contract |
| 10  | Thomas Oar      | Australië     | Aanvaller    | Brisbane Roar    | A-League       | 2014     |
| 26  | Michael Zullo   | Australië     | Middenvelder | Brisbane Roar    | A-League       | 2014     |
| 30  | Adam Sarota     | Australië     | Middenvelder | Brisbane Roar    | A-League       | 2014     |
| 7   | Édouard Duplan  | Frankrijk     | Aanvaller    | Sparta Rotterdam | Jupiler League | 2013     |
| 12  | Frank Demouge   | Nederland     | Aanvaller    | Willem II        | Eredivisie     | 2013     |
| 6   | Kevin Strootman | Nederland     | Middenvelder | Sparta Rotterdam | Jupiler League | 2015     |

### Vertrokken spelers 2010/2011
| No. | Naam              | Nationaliteit | Positie      | Vorige club | Nieuwe club                   | Competitie              |
| 23  | Hans Somers       | België        | Middenvelder | FC Utrecht  | gestopt                       | geen club               |
| 20  | Gregory Schaken   | Nederland     | Middenvelder | FC Utrecht  | Telstar                       | Jupiler League          |
| 21  | Leroy George      | Suriname      | Aanvaller    | FC Utrecht  | NEC                           | Eredivisie              |
| 26  | Ken van Mierlo    | Nederland     | Middenvelder | FC Utrecht  | RBC Roosendaal                | Jupiler League          |
| 25  | Vito Wormgoor     | Nederland     | Verdediger   | FC Utrecht  | De Graafschap                 | Eredivisie              |
| 6   | Gregoor van Dijk  | Nederland     | Middenvelder | FC Utrecht  | AEK Larnaca (Cyprus)          | A Divizion              |
| 7   | Loïc Loval        | Frankrijk     | Aanvaller    | FC Utrecht  | Vannes OC (Frankrijk)         | Ligue 2                 |
| 12  | Kevin Vandenbergh | België        | Aanvaller    | FC Utrecht  | KAS Eupen (België)            | Eerste Klasse           |
| 5   | Francis Dickoh    | Denemarken    | Verdediger   | FC Utrecht  | Hibernian FC (Schotland)      | Scottish Premier League |
| 22  | Sander Keller     | Nederland     | Verdediger   | FC Utrecht  | Neuchâtel Xamax (Zwitserland) | Axpo Super League       |

## Wedstrijden

### Europa League
| 15 juli 2010, 20:00 uur, Tweede Kwalificatieronde                                     | FC Utrecht                                                                                          | 4-0 (3-0) | KF Tirana | Opstelling FC Utrecht | Opstelling KF Tirana |
| Stadion: Stadion Galgenwaard, Utrecht Toeschouwers: 9.000 Scheidsrechter: S. Trifonos | Ricky van Wolfswinkel 8' 1-0 Entonio Pashai 27' (e.d.) 2-0 Nana Asare 30' 3-0 Dries Mertens 75' 4-0 |           |           | Sinouh, Cornelisse, Schut (Van der Maarel 77'), Wuytens, Neşu, Asare, Maguire, Mertens, Lensky, Mulenga (Loval 80'), Van Wolfswinkel (Oar 89') |                      |
| Stadion: Stadion Galgenwaard, Utrecht Toeschouwers: 9.000 Scheidsrechter: S. Trifonos | |           |           | Sinouh, Cornelisse, Schut (Van der Maarel 77'), Wuytens, Neşu, Asare, Maguire, Mertens, Lensky, Mulenga (Loval 80'), Van Wolfswinkel (Oar 89') |                      |
| Stadion: Stadion Galgenwaard, Utrecht Toeschouwers: 9.000 Scheidsrechter: S. Trifonos | |           |           | Sinouh, Cornelisse, Schut (Van der Maarel 77'), Wuytens, Neşu, Asare, Maguire, Mertens, Lensky, Mulenga (Loval 80'), Van Wolfswinkel (Oar 89') |                      |
|                                                                                       | |           |           | |                      |

| 22 juli 2010, 20:00 uur, Tweede Kwalificatieronde                                     | KF Tirana         | 1-1 (1-1) | FC Utrecht                   | Opstelling KF Tirana | Opstelling FC Utrecht |
| Stadion: Selman Stermasi Stadium, Tirana Toeschouwers: 2.500 Scheidsrechter: onbekend | Andi Lila 10' 1-1 |           | Ricky van Wolfswinkel 3' 0-1 |                      | Sinouh, Cornelisse, Schut, Vorstermans, Neşu, Maguire, Lensky (Nijholt 79'), Mertens (Sarota 71'), Asare, Mulenga (Loval 60'), Van Wolfswinkel |
| Stadion: Selman Stermasi Stadium, Tirana Toeschouwers: 2.500 Scheidsrechter: onbekend |                   |           |                              |                      | Sinouh, Cornelisse, Schut, Vorstermans, Neşu, Maguire, Lensky (Nijholt 79'), Mertens (Sarota 71'), Asare, Mulenga (Loval 60'), Van Wolfswinkel |
| Stadion: Selman Stermasi Stadium, Tirana Toeschouwers: 2.500 Scheidsrechter: onbekend |                   |           |                              |                      | Sinouh, Cornelisse, Schut, Vorstermans, Neşu, Maguire, Lensky (Nijholt 79'), Mertens (Sarota 71'), Asare, Mulenga (Loval 60'), Van Wolfswinkel |
|                                                                                       |                   |           |                              |                      | |

| 29 juli 2010, 18:45 uur, Derde Kwalificatieronde                                        | FC Utrecht            | 1-0 (1-0) | FC Luzern | Opstelling FC Utrecht | Opstelling FC Luzern                                                                             |  |
| Stadion: Stadion Galgenwaard, Utrecht Toeschouwers: 12.100 Scheidsrechter: P. Rasmussen | Dries Mertens 35' 1-0 |           |           | Sinouh, Cornelisse, Schut, Wuytens, Neşu, Asare, Lensky (Nijholt 73'), Silberbauer (Maguire 82'), Mertens, Mulenga, Van Wolfswinkel (Oar 68') | Zibung, Lukmon, Kibebe, Veskovac, Lustenberger, Gygax, H. Yakin, Kukeli, Renggli, Ferreira, Ianu |  |
| Stadion: Stadion Galgenwaard, Utrecht Toeschouwers: 12.100 Scheidsrechter: P. Rasmussen |                       |           |           | Sinouh, Cornelisse, Schut, Wuytens, Neşu, Asare, Lensky (Nijholt 73'), Silberbauer (Maguire 82'), Mertens, Mulenga, Van Wolfswinkel (Oar 68') | Zibung, Lukmon, Kibebe, Veskovac, Lustenberger, Gygax, H. Yakin, Kukeli, Renggli, Ferreira, Ianu |  |
| Stadion: Stadion Galgenwaard, Utrecht Toeschouwers: 12.100 Scheidsrechter: P. Rasmussen |                       |           |           | Sinouh, Cornelisse, Schut, Wuytens, Neşu, Asare, Lensky (Nijholt 73'), Silberbauer (Maguire 82'), Mertens, Mulenga, Van Wolfswinkel (Oar 68') | Zibung, Lukmon, Kibebe, Veskovac, Lustenberger, Gygax, H. Yakin, Kukeli, Renggli, Ferreira, Ianu |  |
|                                                                                         |                       |           |           | |                                                                                                  |  |

| 5 augustus 2010, 20:00 uur, Derde Kwalificatieronde                              | FC Luzern           | 1-3 (0-3) | FC Utrecht                                                                   | Opstelling FC Luzern | Opstelling FC Utrecht |  |
| Stadion: Stadion Allmend, Luzern Toeschouwers: 4.400 Scheidsrechter: A. Kubalkov | Janko Pačar 53' 1-3 |           | Nana Asare 13' 0-1 Ricky van Wolfswinkel 22' 0-2 Michael Silberbauer 28' 0-3 | Zibung, Ferreira, Veskovac, Zverotic, Lustenberger, Gygax, Renggli, Wiss, Kukeli (Prager 46'), H. Yakin (Pačar 46'), Ianu (Paiva 59') | Vorm, Cornelisse , Schut , Wuytens, Neşu, Asare (Maguire 46'), Lensky (Nijholt 77'), Silberbauer, Mertens, Mulenga, Van Wolfswinkel (Loval 71') |  |
| Stadion: Stadion Allmend, Luzern Toeschouwers: 4.400 Scheidsrechter: A. Kubalkov |                     |           |                                                                              | Zibung, Ferreira, Veskovac, Zverotic, Lustenberger, Gygax, Renggli, Wiss, Kukeli (Prager 46'), H. Yakin (Pačar 46'), Ianu (Paiva 59') | Vorm, Cornelisse , Schut , Wuytens, Neşu, Asare (Maguire 46'), Lensky (Nijholt 77'), Silberbauer, Mertens, Mulenga, Van Wolfswinkel (Loval 71') |  |
| Stadion: Stadion Allmend, Luzern Toeschouwers: 4.400 Scheidsrechter: A. Kubalkov |                     |           |                                                                              | Zibung, Ferreira, Veskovac, Zverotic, Lustenberger, Gygax, Renggli, Wiss, Kukeli (Prager 46'), H. Yakin (Pačar 46'), Ianu (Paiva 59') | Vorm, Cornelisse , Schut , Wuytens, Neşu, Asare (Maguire 46'), Lensky (Nijholt 77'), Silberbauer, Mertens, Mulenga, Van Wolfswinkel (Loval 71') |  |
|                                                                                  |                     |           |                                                                              | | |  |

| 19 augustus 2010, 20:45 uur, Vierde Kwalificatieronde                          | Celtic FC                                      | 2-0 (2-0) | FC Utrecht | Opstelling Celtic FC                                                                                     | Opstelling FC Utrecht |  |
| Stadion: Celtic Park, Glasgow Toeschouwers: onbekend Scheidsrechter: S.O. Moen | Efrain Juárez 19' 1-0 Georgios Samaras 34' 2-0 |           |            | Zaluska, Cha, Loovens, Majstorovic, Juárez, Brown, Kayal (Forest 69'), Ledley, Maloney, Fortuné, Samaras | Vorm, Cornelisse, Schut, Wuytens, Neşu, Asare, Lensky (Nijholt 82'), Silberbauer, Mertens, Mulenga (Duplan 17'), Van Wolfswinkel |  |
| Stadion: Celtic Park, Glasgow Toeschouwers: onbekend Scheidsrechter: S.O. Moen |                                                |           |            | Zaluska, Cha, Loovens, Majstorovic, Juárez, Brown, Kayal (Forest 69'), Ledley, Maloney, Fortuné, Samaras | Vorm, Cornelisse, Schut, Wuytens, Neşu, Asare, Lensky (Nijholt 82'), Silberbauer, Mertens, Mulenga (Duplan 17'), Van Wolfswinkel |  |
| Stadion: Celtic Park, Glasgow Toeschouwers: onbekend Scheidsrechter: S.O. Moen |                                                |           |            | Zaluska, Cha, Loovens, Majstorovic, Juárez, Brown, Kayal (Forest 69'), Ledley, Maloney, Fortuné, Samaras | Vorm, Cornelisse, Schut, Wuytens, Neşu, Asare, Lensky (Nijholt 82'), Silberbauer, Mertens, Mulenga (Duplan 17'), Van Wolfswinkel |  |
|                                                                                |                                                |           |            | | |  |

| 26 augustus 2010, 20:30 uur, Vierde Kwalificatieronde                                          | FC Utrecht | 4-0 (2-0) | Celtic FC | Opstelling FC Utrecht | Opstelling Celtic FC |  |
| Stadion: Stadion Galgenwaard, Utrecht Toeschouwers: 18.100 Scheidsrechter: C. Velasco Carballo | Ricky van Wolfswinkel 11' (p.) 1-0 Ricky van Wolfswinkel 19' (p.) 2-0 Ricky van Wolfswinkel 46' 3-0 Barry Maguire 62' 4-0 |           |           | Vorm, Cornelisse, Schut, Wuytens, Neşu , Asare (Maguire 53'), Lensky, Silberbauer , Mertens (Nijholt 75'), Duplan, Van Wolfswinkel (Oar 90') | Zaluska , Cha, Hooiveld, Majstorovic, Juárez (Ki 65'), Brown (Maloney 51'), Kayal , Ledley, Forest, Fortuné, Samaras (McCourt 72') |  |
| Stadion: Stadion Galgenwaard, Utrecht Toeschouwers: 18.100 Scheidsrechter: C. Velasco Carballo | |           |           | Vorm, Cornelisse, Schut, Wuytens, Neşu , Asare (Maguire 53'), Lensky, Silberbauer , Mertens (Nijholt 75'), Duplan, Van Wolfswinkel (Oar 90') | Zaluska , Cha, Hooiveld, Majstorovic, Juárez (Ki 65'), Brown (Maloney 51'), Kayal , Ledley, Forest, Fortuné, Samaras (McCourt 72') |  |
| Stadion: Stadion Galgenwaard, Utrecht Toeschouwers: 18.100 Scheidsrechter: C. Velasco Carballo | |           |           | Vorm, Cornelisse, Schut, Wuytens, Neşu , Asare (Maguire 53'), Lensky, Silberbauer , Mertens (Nijholt 75'), Duplan, Van Wolfswinkel (Oar 90') | Zaluska , Cha, Hooiveld, Majstorovic, Juárez (Ki 65'), Brown (Maloney 51'), Kayal , Ledley, Forest, Fortuné, Samaras (McCourt 72') |  |
|                                                                                                | |           |           | | |  |

| 16 september 2010, 21:05 uur, Eerste ronde                             | Napoli | 0-0 (0-0) | FC Utrecht | Opstelling Napoli | Opstelling FC Utrecht |  |
| Stadion: San Paolo, Napels Toeschouwers: 25.897 Scheidsrechter: I. Vad |        |           |            | De Sanctis, Santacroce , P Cannavaro, Aronica, Zúniga, Gargano , Yebda (Lucarelli 76'), Dossenna (Maggio '69), Sosa, Cavani (Hamsik 56'), Lavezzi | Vorm, Cornelisse, Schut, Wuytens, Neşu, Duplan (Maguire 84'), Lensky, Silberbauer , Mertens (Danso 89'), Demouge , Van Wolfswinkel |  |
| Stadion: San Paolo, Napels Toeschouwers: 25.897 Scheidsrechter: I. Vad |        |           |            | De Sanctis, Santacroce , P Cannavaro, Aronica, Zúniga, Gargano , Yebda (Lucarelli 76'), Dossenna (Maggio '69), Sosa, Cavani (Hamsik 56'), Lavezzi | Vorm, Cornelisse, Schut, Wuytens, Neşu, Duplan (Maguire 84'), Lensky, Silberbauer , Mertens (Danso 89'), Demouge , Van Wolfswinkel |  |
| Stadion: San Paolo, Napels Toeschouwers: 25.897 Scheidsrechter: I. Vad |        |           |            | De Sanctis, Santacroce , P Cannavaro, Aronica, Zúniga, Gargano , Yebda (Lucarelli 76'), Dossenna (Maggio '69), Sosa, Cavani (Hamsik 56'), Lavezzi | Vorm, Cornelisse, Schut, Wuytens, Neşu, Duplan (Maguire 84'), Lensky, Silberbauer , Mertens (Danso 89'), Demouge , Van Wolfswinkel |  |
|                                                                        |        |           |            | | |  |

| 30 september 2010, 19:00 uur, Eerste ronde                                                    | FC Utrecht | 0-0 (0-0) | Liverpool FC | Opstelling FC Utrecht | Opstelling Liverpool FC                                                                                             |  |
| Stadion: Stadion Galgenwaard, Utrecht Toeschouwers: 23.662 Scheidsrechter: B.M. Duarte Paixão |            |           |              | Vorm, Cornelisse, Schut, Wuytens, Neşu, Duplan (Maguire 69'), Lensky (Nijholt 83'), Silberbauer, Mertens, Mulenga, Van Wolfswinkel | Reina, Johnson, Carragher, Skrtel, Kelly , Kuijt, C. Poulsen, Lucas , Meireles , J. Cole (M. Rodriguez 81'), Torres |  |
| Stadion: Stadion Galgenwaard, Utrecht Toeschouwers: 23.662 Scheidsrechter: B.M. Duarte Paixão |            |           |              | Vorm, Cornelisse, Schut, Wuytens, Neşu, Duplan (Maguire 69'), Lensky (Nijholt 83'), Silberbauer, Mertens, Mulenga, Van Wolfswinkel | Reina, Johnson, Carragher, Skrtel, Kelly , Kuijt, C. Poulsen, Lucas , Meireles , J. Cole (M. Rodriguez 81'), Torres |  |
| Stadion: Stadion Galgenwaard, Utrecht Toeschouwers: 23.662 Scheidsrechter: B.M. Duarte Paixão |            |           |              | Vorm, Cornelisse, Schut, Wuytens, Neşu, Duplan (Maguire 69'), Lensky (Nijholt 83'), Silberbauer, Mertens, Mulenga, Van Wolfswinkel | Reina, Johnson, Carragher, Skrtel, Kelly , Kuijt, C. Poulsen, Lucas , Meireles , J. Cole (M. Rodriguez 81'), Torres |  |
|                                                                                               |            |           |              | | |  |

| 4 november 2010, 21:05 uur, Eerste ronde                                            | Steaua Boekarest                                                              | 3-1 (1-1) | FC Utrecht            | Opstelling Steaua Boekarest | Opstelling FC Utrecht |  |
| Stadion: Stadionul Steaua, Boekarest Toeschouwers: 8.322 Scheidsrechter: S. Sukhina | Florin Gardoș 29' 1-0 Bogdan Sorin Stancu 52' 2-1 Bogdan Sorin Stancu 53' 3-1 |           | Dries Mertens 33' 1-1 | Tatarusanu, Martinovic , Gardos, Geraldo, Latovlevici, Nicolita , Apostol (Bicfalvi 46'), R. Vilana , Tanase (Szekely 83'), Stanku, Surdu (S. Angelov 87') | Vorm, Cornelisse, Schut, Wuytens , Neşu , Duplan (Danso 76'), Lensky, Silberbauer, Mertens, Demouge (De Kogel 82'), Van Wolfswinkel |  |
| Stadion: Stadionul Steaua, Boekarest Toeschouwers: 8.322 Scheidsrechter: S. Sukhina |                                                                               |           |                       | Tatarusanu, Martinovic , Gardos, Geraldo, Latovlevici, Nicolita , Apostol (Bicfalvi 46'), R. Vilana , Tanase (Szekely 83'), Stanku, Surdu (S. Angelov 87') | Vorm, Cornelisse, Schut, Wuytens , Neşu , Duplan (Danso 76'), Lensky, Silberbauer, Mertens, Demouge (De Kogel 82'), Van Wolfswinkel |  |
| Stadion: Stadionul Steaua, Boekarest Toeschouwers: 8.322 Scheidsrechter: S. Sukhina |                                                                               |           |                       | Tatarusanu, Martinovic , Gardos, Geraldo, Latovlevici, Nicolita , Apostol (Bicfalvi 46'), R. Vilana , Tanase (Szekely 83'), Stanku, Surdu (S. Angelov 87') | Vorm, Cornelisse, Schut, Wuytens , Neşu , Duplan (Danso 76'), Lensky, Silberbauer, Mertens, Demouge (De Kogel 82'), Van Wolfswinkel |  |
|                                                                                     |                                                                               |           |                       | | |  |

| 2 december 2010, 19:00 uur, Eerste ronde                                                         | FC Utrecht                                                                            | 3-3 (3-2) | Napoli                                                                   | Opstelling FC Utrecht | Opstelling Napoli |  |
| Stadion: Stadion Galgenwaard, Utrecht Toeschouwers: 24.117 Scheidsrechter: E. Iturralde González | Ricky van Wolfswinkel 6' 1-1 Ricky van Wolfswinkel 28' (p.) 2-1 Frank Demouge 35' 3-1 |           | Edinson Cavani 5' 0-1 Edinson Cavani 42' 3-2 Edinson Cavani 70' (p.) 3-3 | Vorm, Cornelisse, Schut, Wuytens, Neşu, Duplan (De Kogel 84'), Lensky (Maguire 53'), Silberbauer (Nijholt 64'), Mertens, Van Wolfswinkel , Demouge | De Sanctis , Grava (Maggio 63'), Cribari, Campagnaro (P. Cannavaro 83'), Zúniga (Dumitru 87'), Gargano, Yebda , Vitale, Hamsik , Cavani, Lavezza |  |
| Stadion: Stadion Galgenwaard, Utrecht Toeschouwers: 24.117 Scheidsrechter: E. Iturralde González |                                                                                       |           |                                                                          | Vorm, Cornelisse, Schut, Wuytens, Neşu, Duplan (De Kogel 84'), Lensky (Maguire 53'), Silberbauer (Nijholt 64'), Mertens, Van Wolfswinkel , Demouge | De Sanctis , Grava (Maggio 63'), Cribari, Campagnaro (P. Cannavaro 83'), Zúniga (Dumitru 87'), Gargano, Yebda , Vitale, Hamsik , Cavani, Lavezza |  |
| Stadion: Stadion Galgenwaard, Utrecht Toeschouwers: 24.117 Scheidsrechter: E. Iturralde González |                                                                                       |           |                                                                          | Vorm, Cornelisse, Schut, Wuytens, Neşu, Duplan (De Kogel 84'), Lensky (Maguire 53'), Silberbauer (Nijholt 64'), Mertens, Van Wolfswinkel , Demouge | De Sanctis , Grava (Maggio 63'), Cribari, Campagnaro (P. Cannavaro 83'), Zúniga (Dumitru 87'), Gargano, Yebda , Vitale, Hamsik , Cavani, Lavezza |  |
|                                                                                                  |                                                                                       |           |                                                                          | | |  |

| 15 december 2010, 21:05 uur, Eerste ronde                                          | Liverpool FC | 0-0 (0-0) | FC Utrecht | Opstelling Liverpool FC | Opstelling FC Utrecht |  |
| Stadion: Anfield Road, Liverpool Toeschouwers: 37.800 Scheidsrechter: K. Jakobsson |              |           |            | Jones, Kelly, Skrtel (Kyrgiakos 46'), Wilson, F. Aurelio, Jovanovic (Kuijt 73'), C. Poulsen, Shelvey, J. Cole, Babel, Eccleston (Pacheco 56') | Vorm, Cornelisse, Keller, Wuytens, Neşu, Duplan (Oar 71'), Maguire (Sarota 84'), Nijholt, Silberbauer, Mertens, Van Wolfswinkel (De Kogel 45') |  |
| Stadion: Anfield Road, Liverpool Toeschouwers: 37.800 Scheidsrechter: K. Jakobsson |              |           |            | Jones, Kelly, Skrtel (Kyrgiakos 46'), Wilson, F. Aurelio, Jovanovic (Kuijt 73'), C. Poulsen, Shelvey, J. Cole, Babel, Eccleston (Pacheco 56') | Vorm, Cornelisse, Keller, Wuytens, Neşu, Duplan (Oar 71'), Maguire (Sarota 84'), Nijholt, Silberbauer, Mertens, Van Wolfswinkel (De Kogel 45') |  |
| Stadion: Anfield Road, Liverpool Toeschouwers: 37.800 Scheidsrechter: K. Jakobsson |              |           |            | Jones, Kelly, Skrtel (Kyrgiakos 46'), Wilson, F. Aurelio, Jovanovic (Kuijt 73'), C. Poulsen, Shelvey, J. Cole, Babel, Eccleston (Pacheco 56') | Vorm, Cornelisse, Keller, Wuytens, Neşu, Duplan (Oar 71'), Maguire (Sarota 84'), Nijholt, Silberbauer, Mertens, Van Wolfswinkel (De Kogel 45') |  |
|                                                                                    |              |           |            | | |  |

## Eredivisie
| Datum             | Tijd  | Thuisspelende Club | Uitspelende Club | Score | Goals FC Utrecht                              | Toesch | Punten | Ranglijst | Ronde |
| ----------------- | ----- | ------------------ | ---------------- | ----- | --------------------------------------------- | ------ | ------ | --------- | ----- |
| 8 augustus 2010   | 14:30 | Feyenoord          | FC Utrecht       | 3-1   | van Wolfswinkel                               | 38.000 | 0      | 15        | 1     |
| 15 augustus 2010  | 14:30 | FC Utrecht         | NAC Breda        | 3-1   | van Wolfswinkel (2x), Mertens                 | 18.000 | 3      | 8         | 2     |
| 22 augustus 2010  | 14:30 | FC Utrecht         | Willem II        | 3-0   | van Wolfswinkel (2x), Mertens                 | 18.000 | 6      | 3         | 3     |
| 29 augustus 2010  | 14:30 | FC Twente          | FC Utrecht       | 4-0   |                                               | 23.500 | 6      | 9         | 4     |
| 12 september 2010 | 16:30 | FC Groningen       | FC Utrecht       | 1-0   |                                               | 21.353 | 6      | 11        | 5     |
| 19 september 2010 | 14:30 | FC Utrecht         | VVV-Venlo        | 3-2   | van Wolfswinkel (2x), Asare                   | 18.100 | 9      | 7         | 6     |
| 25 september 2010 | 19:45 | AZ Alkmaar         | FC Utrecht       | 1-0   |                                               | 16.090 | 9      | 12        | 7     |
| 3 oktober 2010    | 12:30 | AFC Ajax           | FC Utrecht       | 1-2   | van Wolfswinkel (2x)                          | 45.167 | 12     | 9         | 8     |
| 16 oktober 2010   | 19:45 | FC Utrecht         | De Graafschap    | 2-2   | Wuytens, Mulenga                              | 18.900 | 13     | 9         | 9     |
| 24 oktober 2010   | 16:30 | Vitesse            | FC Utrecht       | 1-4   | Rajković (e.d.), Mertens, Cornelisse, Mulenga | 13.864 | 16     | 7         | 10    |
| 27 oktober 2010   | 21:00 | FC Utrecht         | Excelsior        | 2-0   | Mulenga, van Wolfswinkel                      | 17.800 | 19     | 6         | 11    |
| 31 oktober 2010   | 12:30 | ADO Den Haag       | FC Utrecht       | 1-0   |                                               | 10.788 | 19     | 7         | 12    |
| 7 november 2010   | 14:30 | FC Utrecht         | PSV Eindhoven    | 1-2   | Demouge                                       | 20.461 | 19     | 8         | 13    |
| 21 november 2010  | 16:30 | FC Utrecht         | NEC Nijmegen     | 4-0   | van Wolfswinkel, Duplan, Neșu, Demouge        | 19.000 | 22     | 9         | 15    |
| 24 november 2010  | 20:00 | Roda JC            | FC Utrecht       | 1-1   | Duplan                                        | 13.280 | 23     | 9         | 14    |
| 28 november 2010  | 14:30 | Heracles Almelo    | FC Utrecht       | 2-1   | Cornelisse                                    | 8.346  | 23     | 9         | 16    |
| 5 december 2010   | 14:30 | FC Utrecht         | SC Heerenveen    | 2-1   | Mertens, Wuytens                              | 18.211 | 26     | 7         | 17    |
| 11 december 2010  | 18:45 | NAC Breda          | FC Utrecht       | 3-1   | Silberbauer                                   | 18.400 | 26     | 10        | 18    |
| 19 januari 2011   | 18:45 | VVV-Venlo          | FC Utrecht       | 1-2   | Demouge, Yildirim                             | 7.500  | 29     | 8         | 19    |
| 23 januari 2011   | 12:30 | FC Utrecht         | AFC Ajax         | 3-0   | Duplan (2x), Vorstermans                      | 24.500 | 32     | 7         | 20    |
| 1 februari 2011   | 20:00 | De Graafschap      | FC Utrecht       | 0-0   |                                               | 11.890 | 33     | 8         | 21    |
| 6 februari 2011   | 14:30 | FC Utrecht         | FC Twente        | 1-1   | de Kogel                                      | 21.767 | 34     | 8         | 22    |
| 12 februari 2011  | 19:45 | Willem II          | FC Utrecht       | 3-3   | Mertens (2x), Vorstermans                     | 11.300 | 35     | 8         | 23    |
| 18 februari 2011  | 20:45 | FC Utrecht         | Heracles Almelo  | 1-1   | van Wolfswinkel                               | 19.000 | 36     | 8         | 24    |
| 27 februari 2011  | 16:30 | NEC Nijmegen       | FC Utrecht       | 1-1   | van Wolfswinkel                               | 12.150 | 37     | 8         | 25    |
| 6 maart 2011      | 14:30 | FC Utrecht         | Roda JC          | 1-1   | de Kogel                                      | 20.750 | 38     | 8         | 26    |
| 11 maart 2011     | 20:45 | FC Utrecht         | FC Groningen     | 1-0   | Demouge                                       | 20.090 | 41     | 8         | 27    |
| 20 maart 2011     | 14:30 | PSV Eindhoven      | FC Utrecht       | 1-0   |                                               | 33.600 | 41     | 8         | 28    |
| 3 april 2011      | 12:30 | FC Utrecht         | ADO Den Haag     | 2-3   | Duplan, Strootman                             | 21.450 | 41     | 8         | 29    |
| 10 april 2011     | 14:30 | FC Utrecht         | Feyenoord        | 0-4   |                                               | 23.500 | 41     | 8         | 30    |
| 15 april 2011     | 20:45 | SC Heerenveen      | FC Utrecht       | 3-0   |                                               | 25.000 | 41     | 8         | 31    |
| 24 april 2011     | 14:30 | FC Utrecht         | Vitesse          | 4-2   | Strootman, Mertens, Demouge, Yasuda(ed)       | 20.500 | 44     | 8         | 32    |
| 1 mei 2011        | 14:30 | Excelsior          | FC Utrecht       | 3-1   | Demouge                                       | 3.546  | 44     | 9         | 33    |
| 15 mei 2011       | 14:30 | FC Utrecht         | AZ Alkmaar       | 5-1   | Mertens(3x), van Wolfswinkel(2x)              | 22.500 | 47     | 9         | 34    |

1. Roda JC-FC Utrecht is verplaatst van 13 november 2010 naar 24 november 2010 ivm regenval

2. VVV-Venlo-FC Utrecht is verplaatst van 19 december 2010 naar 19 januari 2011 ivm sneeuwval

3. De Graafschap-FC Utrecht is verplaatst van 29 januari 2011 naar 1 februari 2011 ivm bevroren velddelen.

## KNVB beker
| Datum             | Tijd  | Thuisspelende Club | Uitspelende Club | Score | Goals van FC Utrecht          | Toesch | Ronde |
| ----------------- | ----- | ------------------ | ---------------- | ----- | ----------------------------- | ------ | ----- |
| 22 september 2010 | 18:45 | De Graafschap      | FC Utrecht (wns) | 1-1   | Mulenga                       | 4.120  | 3e    |
| 10 november 2010  | 20:00 | AGOVV Apeldoorn    | FC Utrecht       | 0-2   | Duplan, Demouge               | 2.880  | 4e    |
| 22 december 2010  | 18:45 | FC Utrecht         | FC Volendam      | 1-0   | Maguire (pen)                 | 11.000 | 8eF   |
| 26 januari 2011   | 20:45 | FC Utrecht         | FC Groningen     | 3-2   | Wuytens, Mertens (pen), Asare | 10.400 | QF    |
| 2 maart 2011      | 20:45 | FC Twente          | FC Utrecht       | 1-0   |                               | 21.800 | SF    |

### Goal
| Speler                | Europa League | Eredivisie | KNVB beker | Totaal |
| --------------------- | ------------- | ---------- | ---------- | ------ |
| Ricky van Wolfswinkel | 8             | 15         | 0          | 23     |
| Dries Mertens         | 3             | 10         | 1          | 14     |
| Frank Demouge         | 1             | 6          | 1          | 8      |
| Édouard Duplan        | 1             | 5          | 1          | 7      |
| Jacob Mulenga         | 0             | 3          | 1          | 4      |
| Nana Asare            | 2             | 1          | 1          | 4      |
| Jan Wuytens           | 0             | 2          | 1          | 3      |
| Tim Cornelisse        | 0             | 2          | 0          | 2      |
| Ismo Vorstermans      | 0             | 2          | 0          | 2      |
| Leon De Kogel         | 0             | 2          | 0          | 2      |
| Michael Silberbauer   | 1             | 1          | 0          | 2      |
| Barry Maguire         | 1             | 0          | 1          | 2      |
| Kevin Strootman       | 0             | 2          | 0          | 2      |
| Mihai Neșu            | 0             | 1          | 0          | 1      |
| Attila Yildirim       | 0             | 1          | 0          | 1      |
| eigen doelpunt        | 1             | 2          | 0          | 3      |
| Totaal                | 18            | 55         | 7          | 80     |

### Plaats op ranglijst van FC Utrecht na elke speelronde
| 15 |

| 8 |

| 3 |

| 9 |

| 11 |

| 7 |

| 12 |

| 9 |

| 9 |

| 7 |

| 6 |

| 7 |

| 8 |

| 9 |

| 9 |

| 9 |

| 7 |

| 10 |

| 8 |

| 7 |

| 8 |

| 8 |

| 8 |

| 8 |

| 8 |

| 8 |

| 8 |

| 8 |

| 8 |

| 8 |

| 8 |

| 8 |

| 9 |

| 9 |

| Eredivisie 2010/11 |